# سنونوات كابول (كتاب)
سنونوات كابول هي رواية جزائرية كتبها محمد مولسهول (المعروف بإسم ياسمينة خضراء) .

## ملخص للكتاب
الكتاب يضم أساسا أربع شخصيات: عتيق وزوجته مسرات ومحسن رمات وزوجته زنيرة. جميعهم يعيشون في كابول عاصمة أفغانستان، المدينة التي تعيش تحت حكم طالبان والملالي ومظاهر الإعدام العلني والرجم بالحجارة حيث يتربص الموت بالجميع. تتبع الرواية مصائر الشخصيات الأربعة المتقاطعة.
عتيق هو رئيس السجن. يعيش بائسا في منزله لأن زوجته تحتضر. رغم أنه يعاني من ذلك لكنه لا يستطيع أن يطلقها، وهي ممارسة شائعة عند الأشخاص الآخرين، لأنها أنقذت حياته قبل سنوات. بينما فقد محسن وزوجته زنيرة، وهي محامية جميلة جدًا، أن عملهما وأسلوب حياتهما مع وصول طالبان للحكم.
في أحد الأيام، اعترف محسن لزنيرة بأنه شارك في رجم امرأة وأنه شعر بالذنب بسبب ذلك. في مواجهة هذه الاعترافات التي تمليها الرغبة في الشفافية والحقيقة تجاه المرأة التي يحبها، تتفاعل زنيرة مع الخبر بشكل سيء للغاية وتفقد أعصابها. في وقت لاحق، يذهبون في نزهة نحو كابول للتصالح. لكن أثناء فحص مهين تم استدعاؤه للانضمام إلى مجموعة من الناس للاستماع إلى خطبة. تضطر زنيرة إلى انتظاره تحت أشعة الشمس الحارقة، ملفوفة في لباس تشادور خانق.بعد العودة إلى المنزل، منزعجة، تدفع زنيرة بمحسن الذي يسقط على الأرض ويموت. تم الحكم بالإعدام رجما على زنيرة بسرعة وتم سجنها في سجن عتيق.
في السجن، مدركة أنها لم يعد لديها أي شيء تخسره، ترمي زنيرة لباس التشادور وتبقى ساجدة. عند رؤية هذه المرأة الجميلة يقع عتيق في حبها. لاحظت مسرات التغيير الذي طرأ على زوجها، ومع علمها أن مرضها سيأخذها إلى دار الحق في غضون أيام قليلة، اقترحت أن تحل محل زنيرة في السجن.
يتم الاستبدال دون إبلاغ زنيرة لأنها كانت سترفض السماح بقتل امرأة أخرى بدلاً منها. معتقدة أنها تدين بخلاصها لتدخل شخص آخر توسط عنده عتيق. أخرجها هذا الأخير من السجن أثناء الإرتباك الذي عادة ما يميز إجراءات الإعدام ويحدد معها موعدًا للإلتقاء بعد الأحداث المروعة التي تجري في حضور حشد في الملعب. لكن زنيرة لا تعود، وتختفي في خضم الإرتباك.يركض عتيق الذي أصبح غاضب من الألم والحب، وراء كل شادري. يبدأ في الذهاب إلى البرية، ويمزق الحجاب عن كل امرأة يقابلها. وسرعان ما قام رجال غاضبون بضربه وقتله.

## الكتاب في السينما
- 2019: فيلم سنونوات كابول لزابو بريتمان وإيليا غوبي ميفيليك.

## لتحليل
هذه الرواية هي جزء من ثلاثية مماثلة حول الوضع في بعض بلدان الشرق الأوسط، مع رواية الهجوم (2005، فلسطين) و صفارات إنذار بغداد (2006، العراق).

## المذكرات والمراجع
1. ↑  "Les hirondelles de Kaboul - Yasmina Khadra". Babelio (بالفرنسية). Archived from the original on 2022-04-30. Retrieved 2020-07-20.